# 生駒みちる
生駒 みちる（いこま みちる、1993年11月30日-)は、日本のAV女優。エイトマン所属。

## 略歴・人物
兵庫県神戸市出身。
2019年5月、マドンナ専属女優としてAVデビュー。
デビュー時は25歳で処女とされた。

## 出演作品

### アダルトDVD
2019年
- 初夜 AV史上最も美しい処女 生駒みちる 25歳 AVDebut!!（5月25日、マドンナ）
- Madonna史上最もピュアな人妻 処女喪失から1ヵ月 人生初めての絶頂体験（6月25日、マドンナ）
- Madonna史上最もピュアな専属人妻が妖艶に進化する初体験5stage（7月25日、マドンナ）
- 解禁 生駒みちる 人生で初めての中出し（10月25日、マドンナ）

2020年
- 抱かれたくない男に死にたくなるほどイカされて… （3月7日、マドンナ）